# Malo Korenovo
Malo Korenovo falu Horvátországban Belovár-Bilogora megyében. Közigazgatásilag Belovár községhez tartozik.

## Fekvése
Belovár központjától légvonalban 5, közúton 6 km-re dél-délnyugatra, a megyeszékhely szomszédságában, a Belovačka-patak csázmai torkolata közelében fekszik.

## Története
A régészeti leletek tanúsága szerint területe már az őskorban lakott volt. A falu határában tárták fel 1956-ban és 1961-ben a szakemberek az újkőkori korenovói kultúra lelőhelyét, melyről az i. e. 4600 és 4200 között virágzott kultúra a nevét kapta. A Česma folyó völgyének lejtőin a jellegzetes vonaldíszes kerámiák mellett egy kőszerszámokat előállító műhely leletei is előkerültek.
Korenovo első írásos említése 1334-ben történt a zágrábi püspökséghez tartozó plébániák felsorolásában „Item ecclesia beate virgihis de Koren” alakban. A dokumentum szerint plébániatemploma Szűz Mária tiszteletére volt szentelve. 1501-ben említik a falu templomának Imre nevű plébánosát „Emericus plebanus beate virginis in Koren” néven, majd 1507-ben említik plébániáját is. A térséget 16. század végén szállta meg a török. A török megszállás teljesen megváltoztatta az itteni táj képét. A lakosság legnagyobb része az ország biztonságosabb részeire menekült, másokat rabságba hurcoltak. Ezután ez a vidék több évtizedre lakatlanná vált.
A mai falu akkor keletkezett, amikor a török uralom után a 17. századtól a kihalt területre folyamatosan telepítették be a keresztény lakosságot. 1774-ben az első katonai felmérés térképén a falu „Mali Korenovo” néven szerepel. A település katonai közigazgatás idején a kőrösi ezredhez tartozott. Lipszky János 1808-ban Budán kiadott repertóriumában az akkor egységes település „Korenovo” néven szerepel.  
Nagy Lajos 1829-ben kiadott művében „Korenovo” néven 78 házzal, 74 horvát és 323 ortodox vallású lakossal találjuk.
A katonai közigazgatás megszüntetése után Magyar Királyságon belül Horvátország részeként, Belovár-Kőrös vármegye Belovári járásának része volt. 1890-ben 158, 1910-ben 252 lakosa volt. Az 1910-es népszámlálás szerint lakosságának 41%-a szerb, 37%-a magyar, 21%-a horvát anyanyelvű volt. 1918-ban az új szerb-horvát-szlovén állam, majd később Jugoszlávia része lett. 1941 és 1945 között a németbarát Független Horvát Államhoz, majd a háború után a szocialista Jugoszláviához tartozott. 1991-től a független Horvátország része. 1991-ben lakosságának 70%-a horvát, 15%-a szerb nemzetiségű volt. 2011-ben a településnek 196 lakosa volt.

## Lakossága
| Lakosság változása | Lakosság változása | Lakosság változása | Lakosság változása | Lakosság változása | Lakosság változása | Lakosság változása | Lakosság változása | Lakosság változása | Lakosság változása | Lakosság változása | Lakosság változása | Lakosság változása | Lakosság változása | Lakosság változása | Lakosság változása |
| ------------------ | ------------------ | ------------------ | ------------------ | ------------------ | ------------------ | ------------------ | ------------------ | ------------------ | ------------------ | ------------------ | ------------------ | ------------------ | ------------------ | ------------------ | ------------------ |
| 1857               | 1869               | 1880               | 1890               | 1900               | 1910               | 1921               | 1931               | 1948               | 1953               | 1961               | 1971               | 1981               | 1991               | 2001               | 2011               |
| 0                  | 0                  | 0                  | 158                | 255                | 252                | 279                | 259                | 322                | 303                | 310                | 268                | 263                | 254                | 222                | 196                |

(1880-ig lakosságát az egységes Korenovóhoz számították.)

## Nevezetességei
A korenovói kultúra régészeti lelőhelye a Česma közelében.